# Leigh Creek Airport
Leigh Creek Airport är en flygplats i Australien. Den ligger i South Australia i den centrala delen av landet, omkring 480 kilometer norr om delstatshuvudstaden Adelaide.
Trakten runt Leigh Creek Airport är nära nog obefolkad, med mindre än två invånare per kvadratkilometer.. Närmaste större samhälle är Leigh Creek, nära Leigh Creek Airport. 
Omgivningarna runt Leigh Creek Airport är i huvudsak ett öppet busklandskap. Genomsnittlig årsnederbörd är 260 millimeter. Den regnigaste månaden är februari, med i genomsnitt 90 mm nederbörd, och den torraste är oktober, med 3 mm nederbörd.